# Pointe de l'Anse
La pointe de l'Anse est un cap de la Guadeloupe situé en Basse-Terre à l'anse à la Barque entre Bouillante et Vieux-Habitants.

## Géographie
La pointe forme, avec la pointe Dibuque qui lui fait face, l'anse à la Barque.
Il s'agit d'un site naturel protégé du conservatoire du littoral.
Le phare de l'Anse à la Barque domine l'ensemble de l'anse mais un second fanion, construit en 1950, est apposé sur la pointe de l'anse pour indiquer de nuit l'entrée de celle-ci.

## Histoire
Une batterie est installée dès 1749-1750 sur la pointe de l'Épinard (actuelle pointe Dibuque) pour protéger l'anse face à une autre batterie de construction plus ancienne sur la pointe de l'Anse (à l'époque pointe Duché). En 1768, la batterie de la pointe Duché est renforcée.
Le 17 novembre 1972 un accident de transport en commun dans le virage de la pointe de l'Anse fait 16 victimes. Un monument en leur mémoire y a été apposé le 17 décembre 2000.

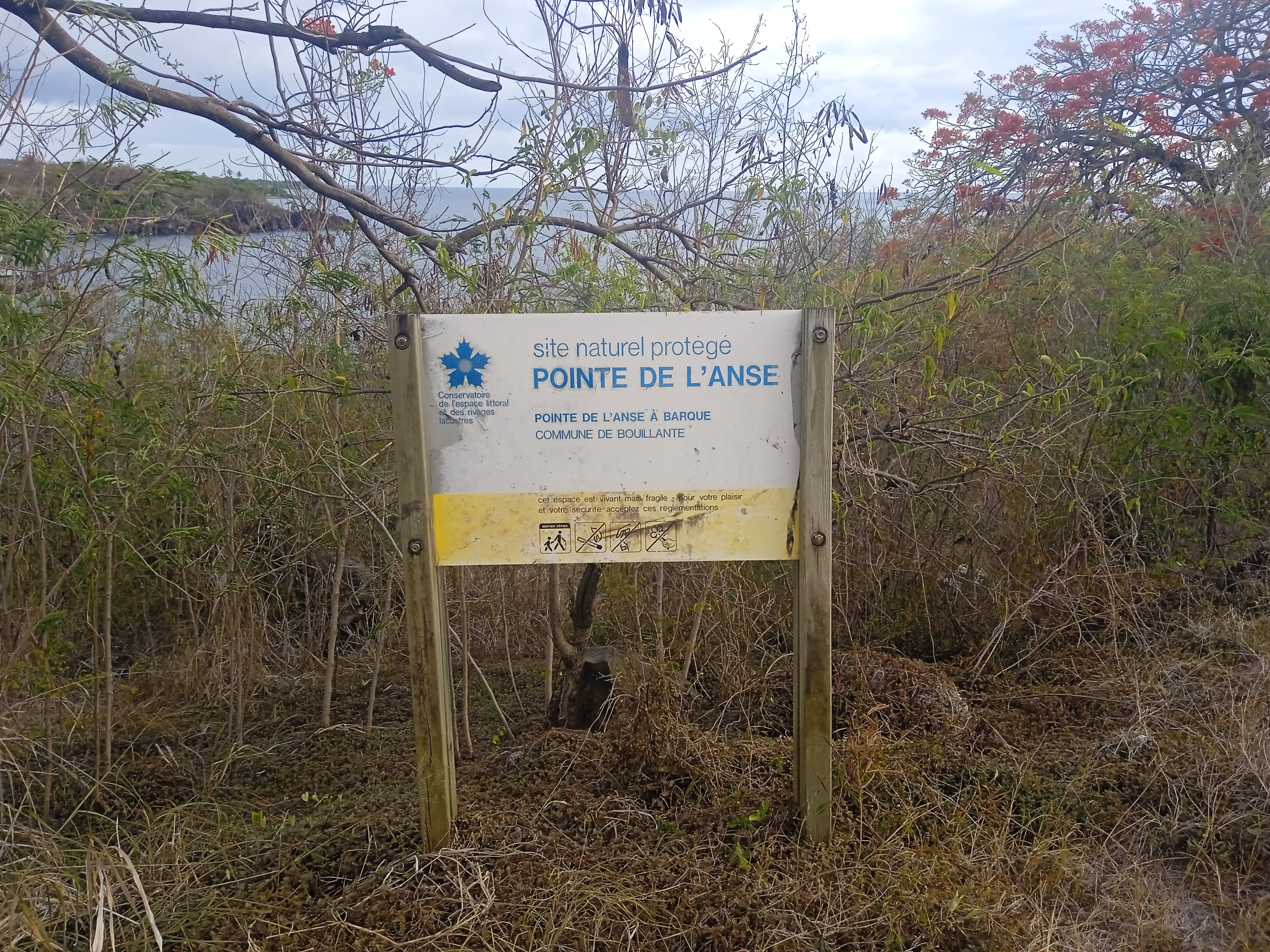
Panneau indiquant le site naturel protégé de la pointe de l'Anse.
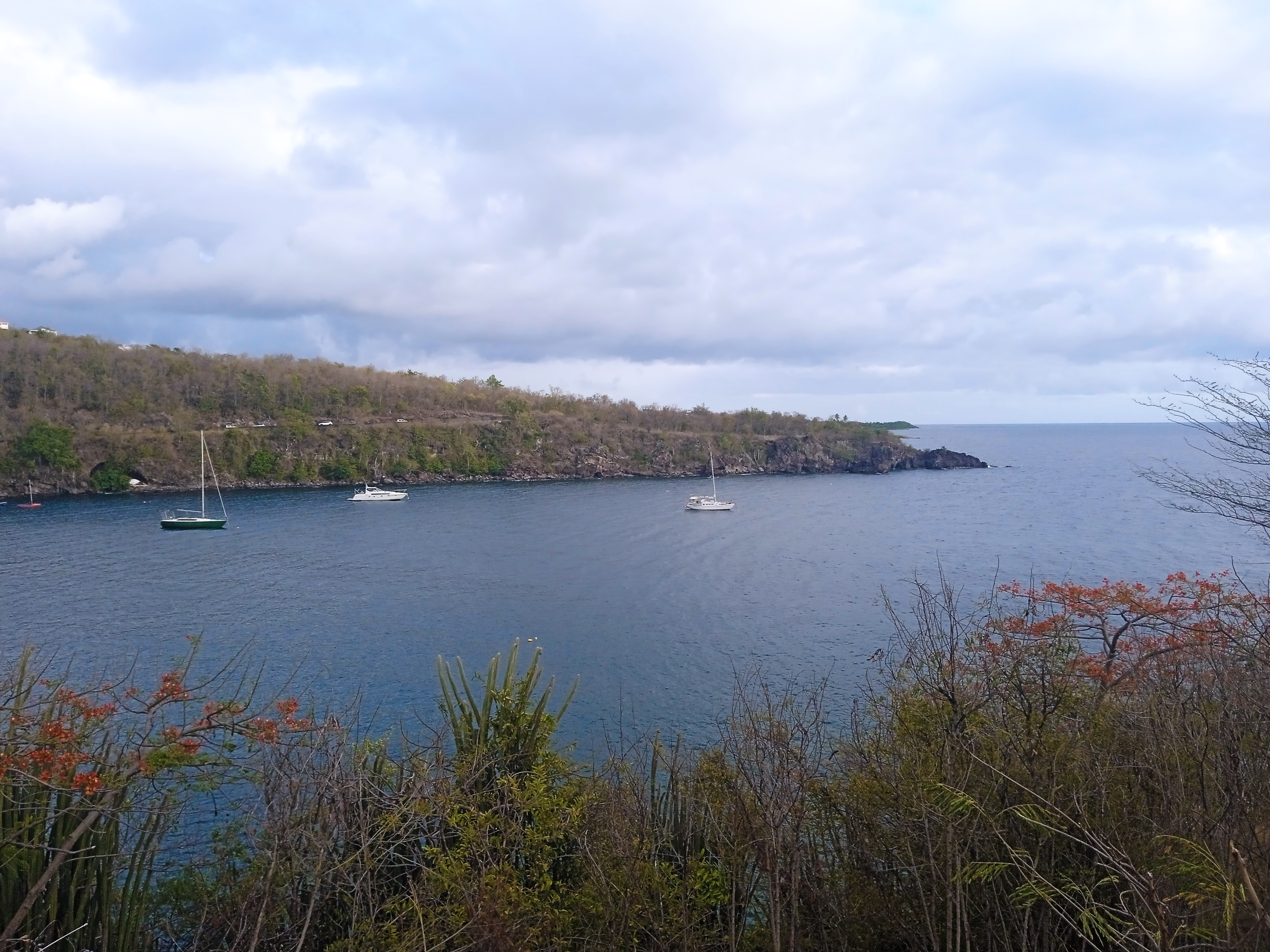
Anse à la Barque et pointe Dibuque vues de la pointe de l'Anse.
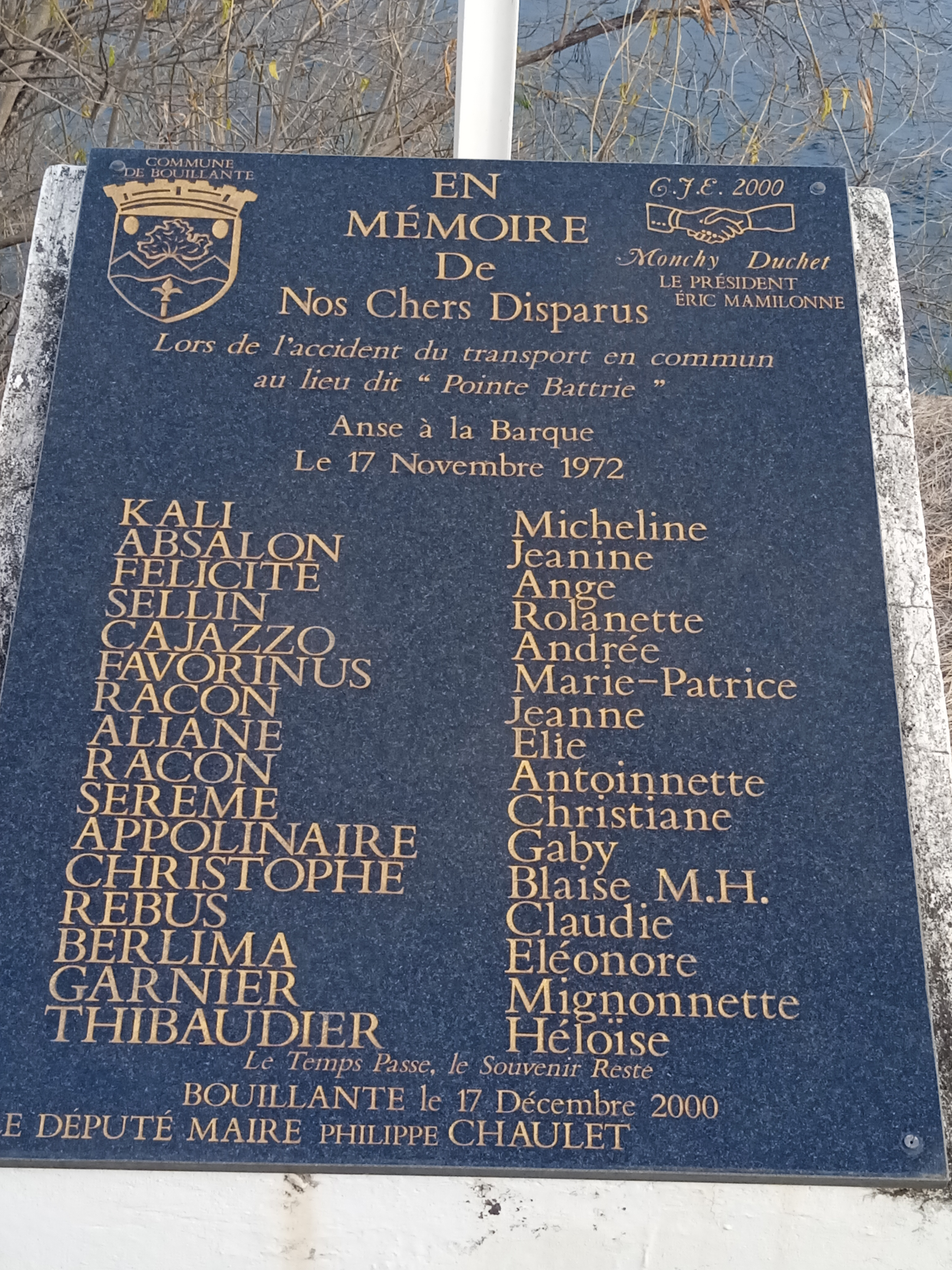
Stèle en hommage aux victimes de l'accident de bus de la pointe de l'Anse le 17 novembre 1972.
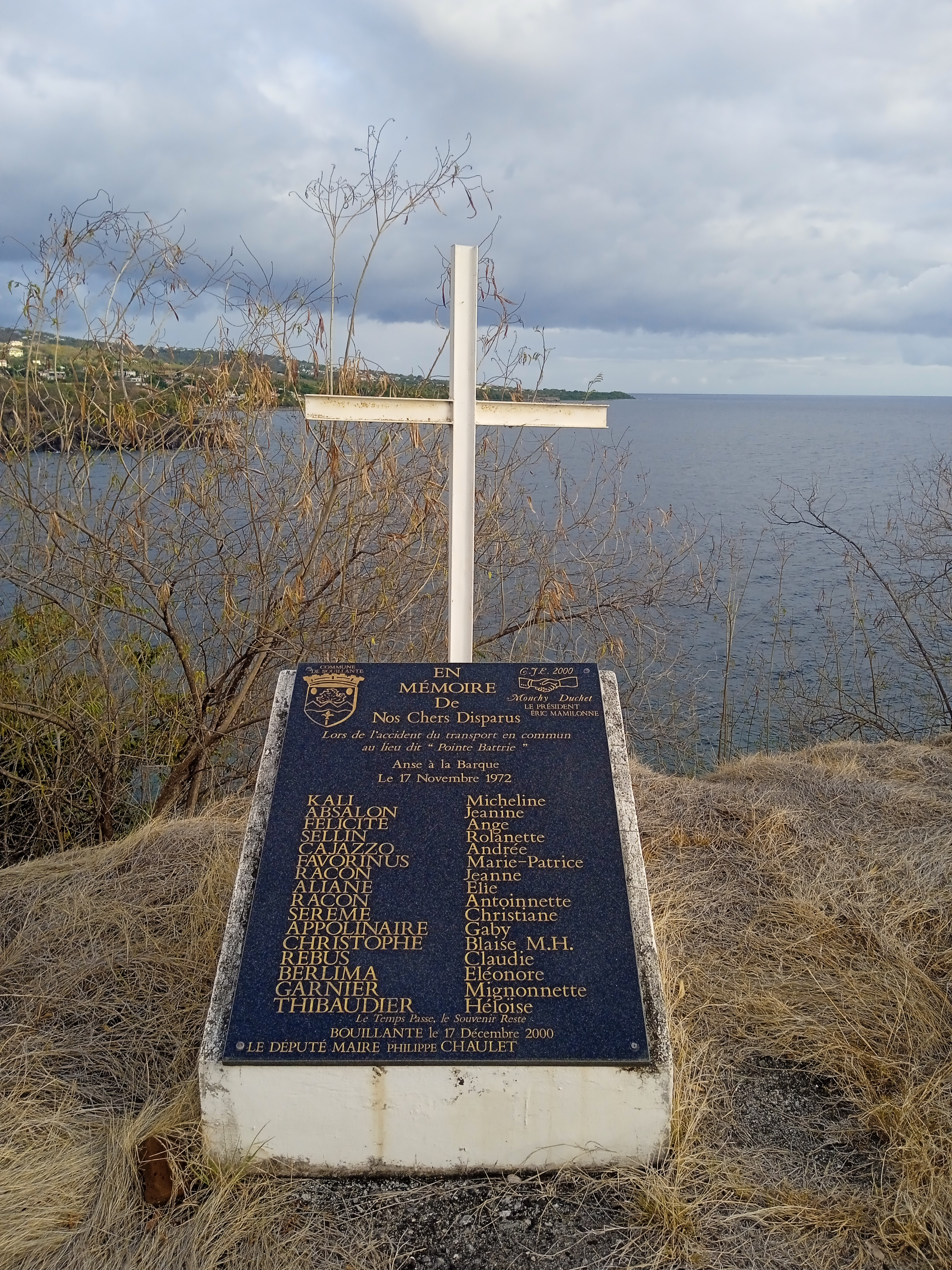
Monument en hommage aux victimes de l'accident de bus de la pointe de l'Anse le 17 novembre 1972.
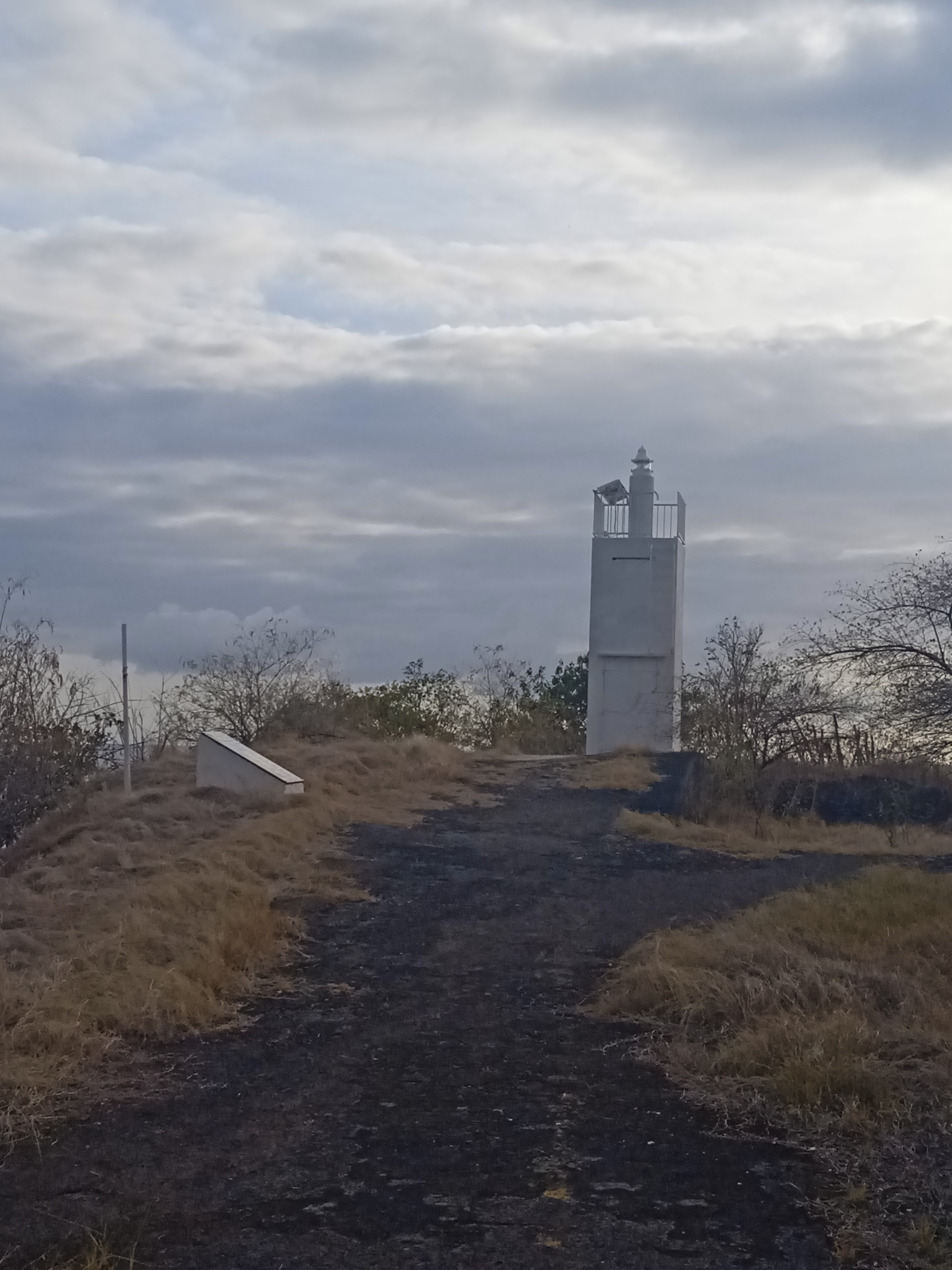
Fanion de la pointe de l'Anse.
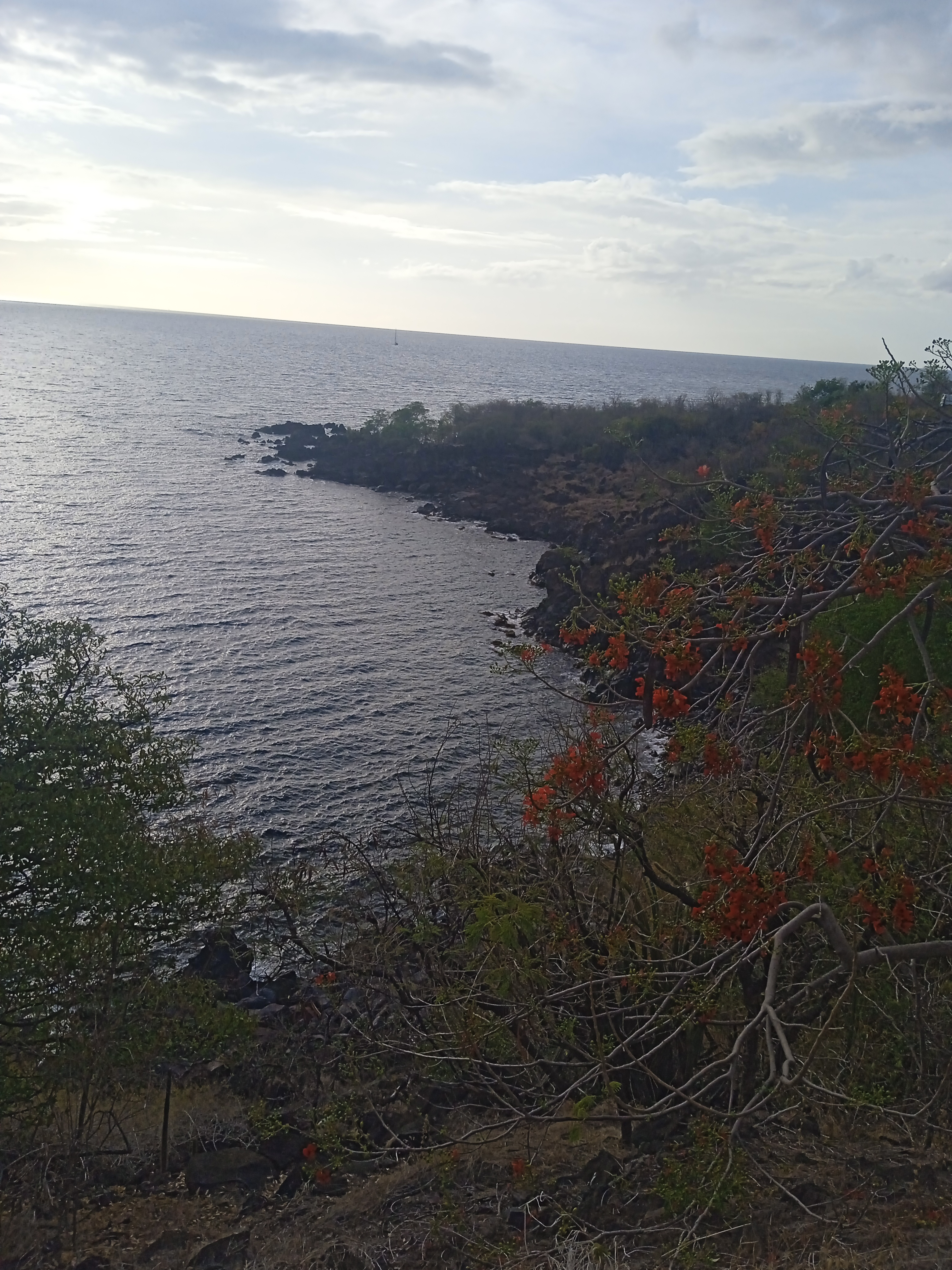
Pointe Sec, entre la pointe de l'Anse et la pointe du Souffleur.

### La batterie de Duché
Elle est établie pour défendre comme celle de l'Épinard qui lui fait face, l'entre de l'anse à la Barque. Il s'agit d'une batterie à barbette, les canons sont ainsi placés sur une plate-forme pour tirer au-dessus d'un parapet. Le parapet est en demi-lune. Le haut de la falaise est fortifié par un mur de soutènement qui soutient le parapet. Deux des canons sont encore entiers et deux autres ont explosés. 

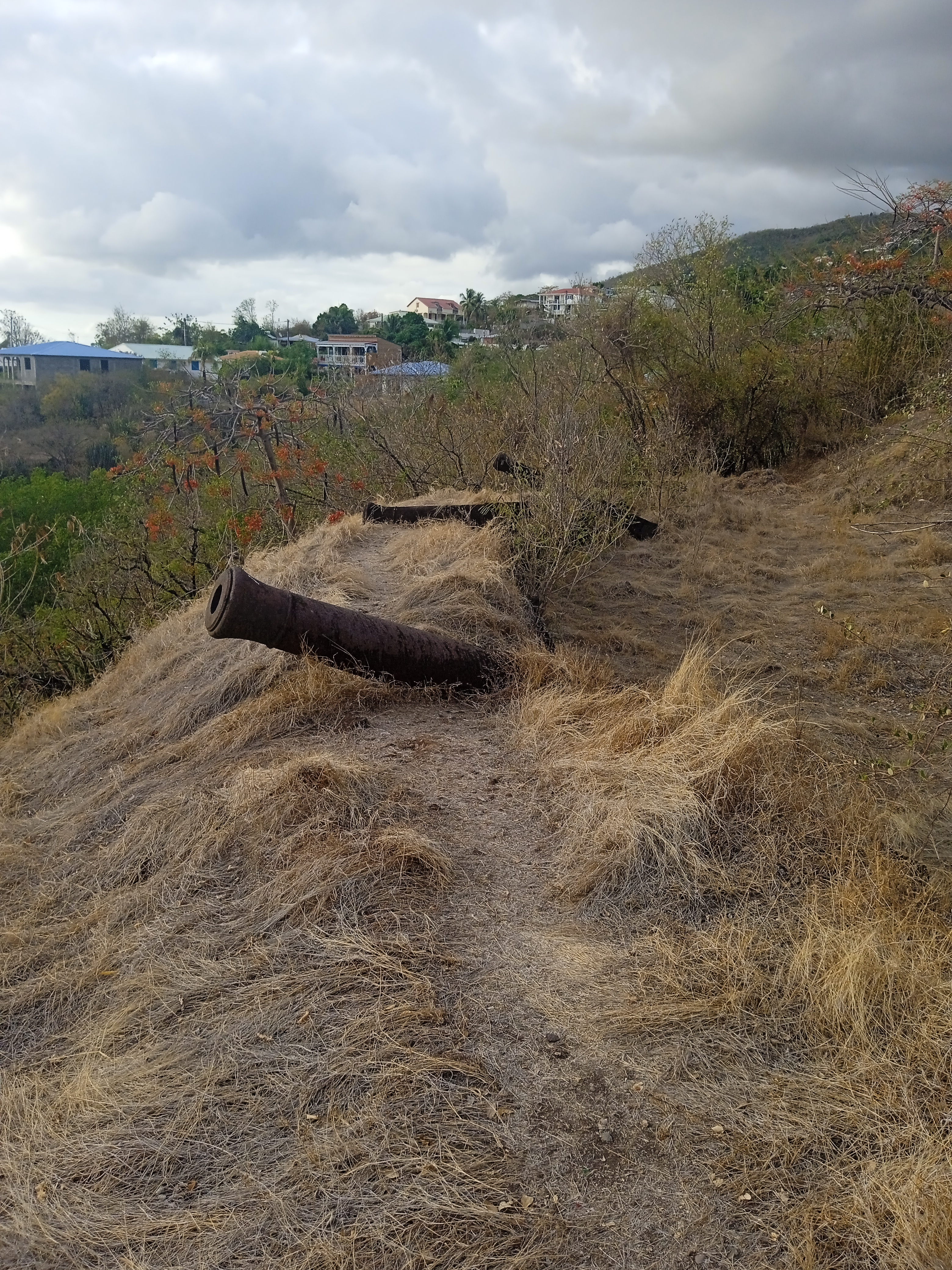
Parapet de la batterie de Duché.
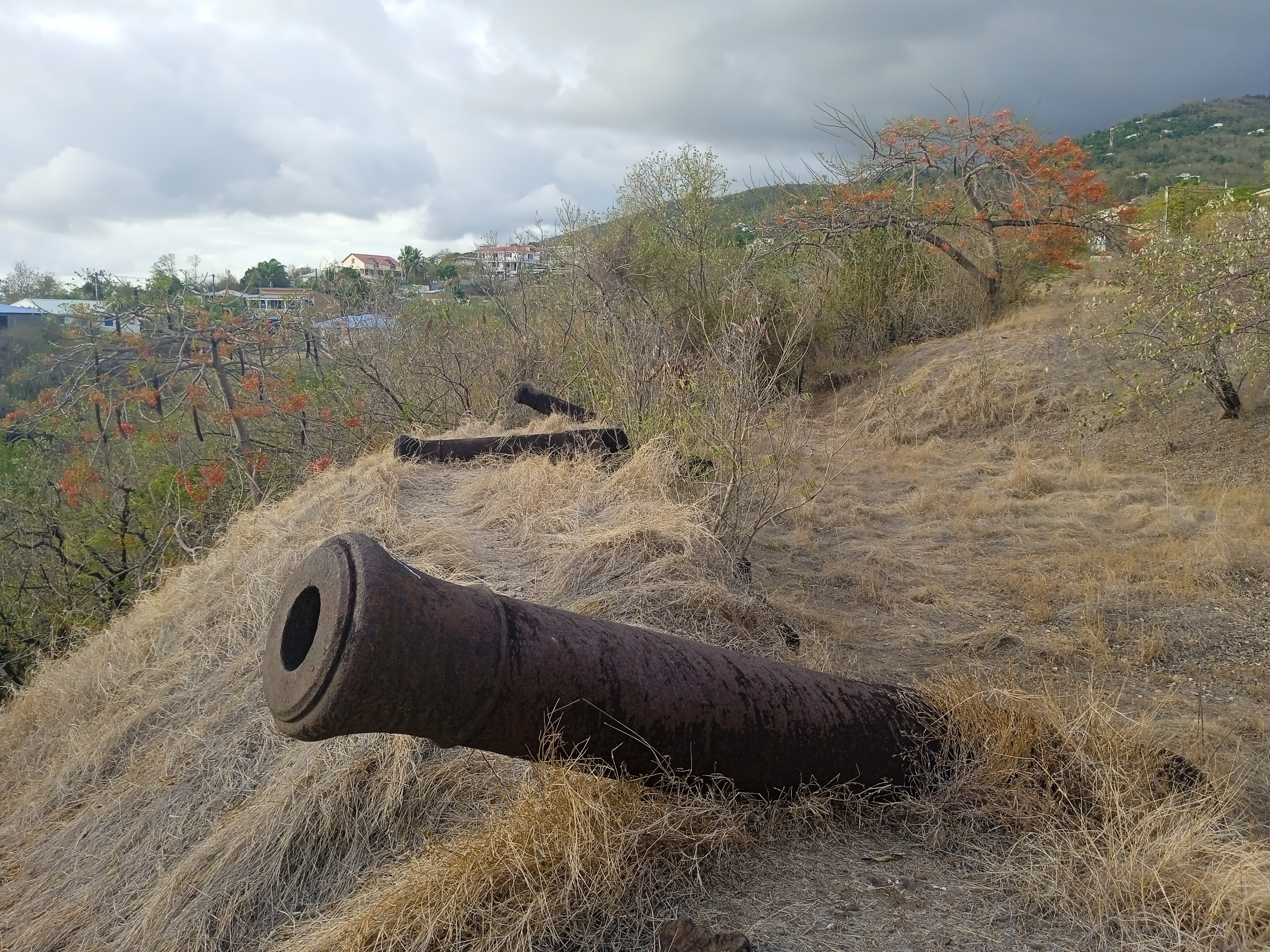
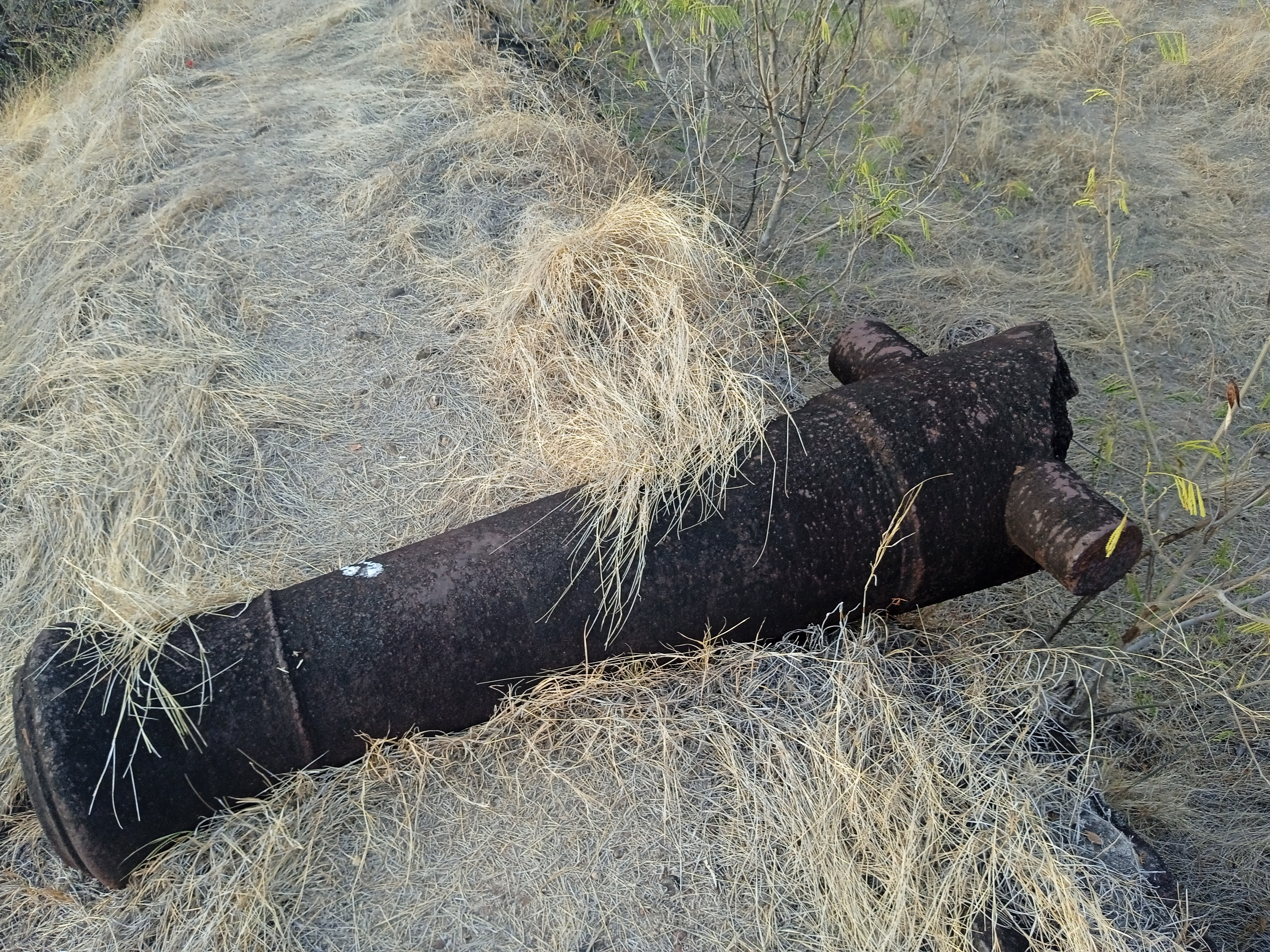
Un des canons brisés.
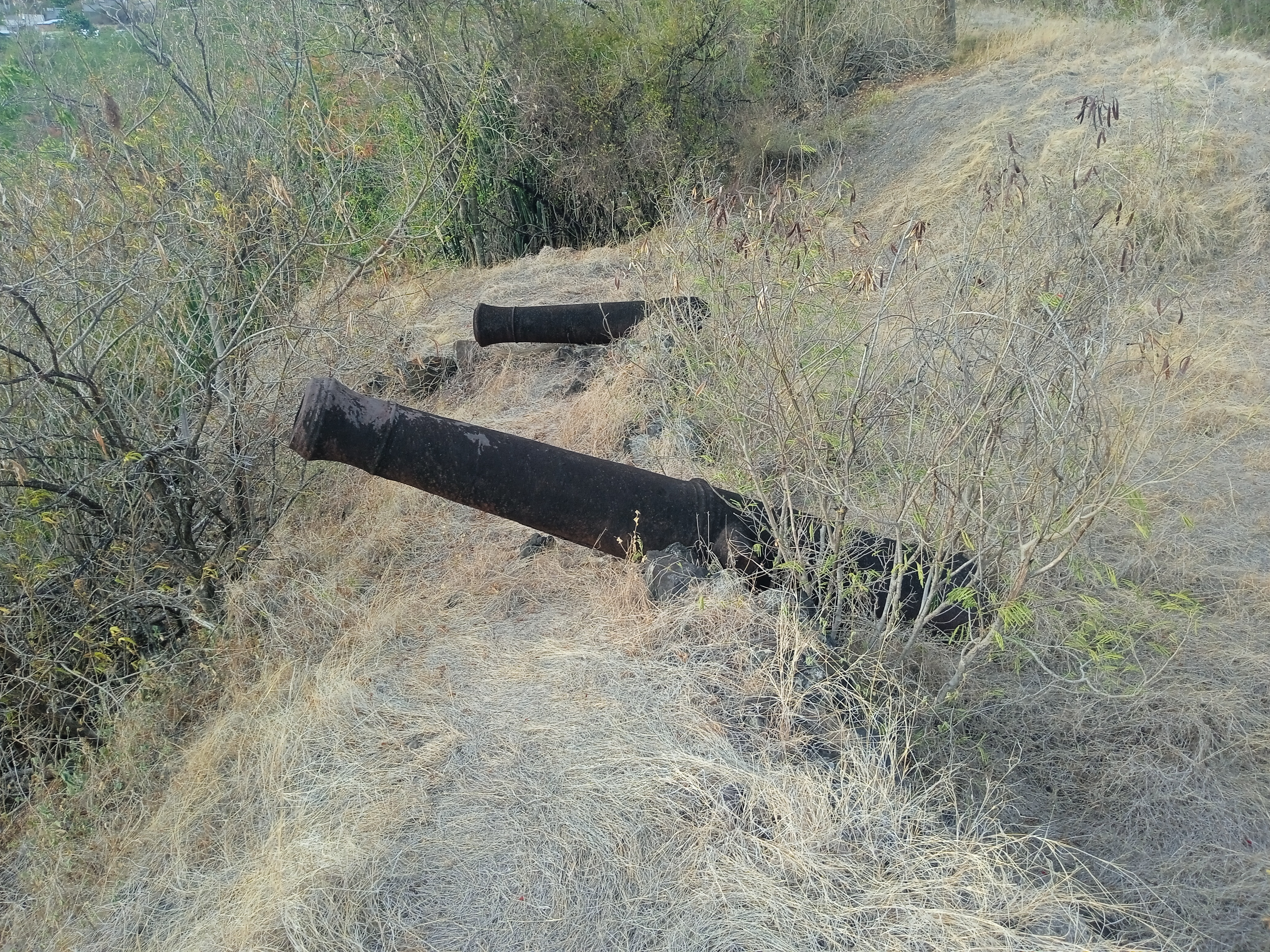
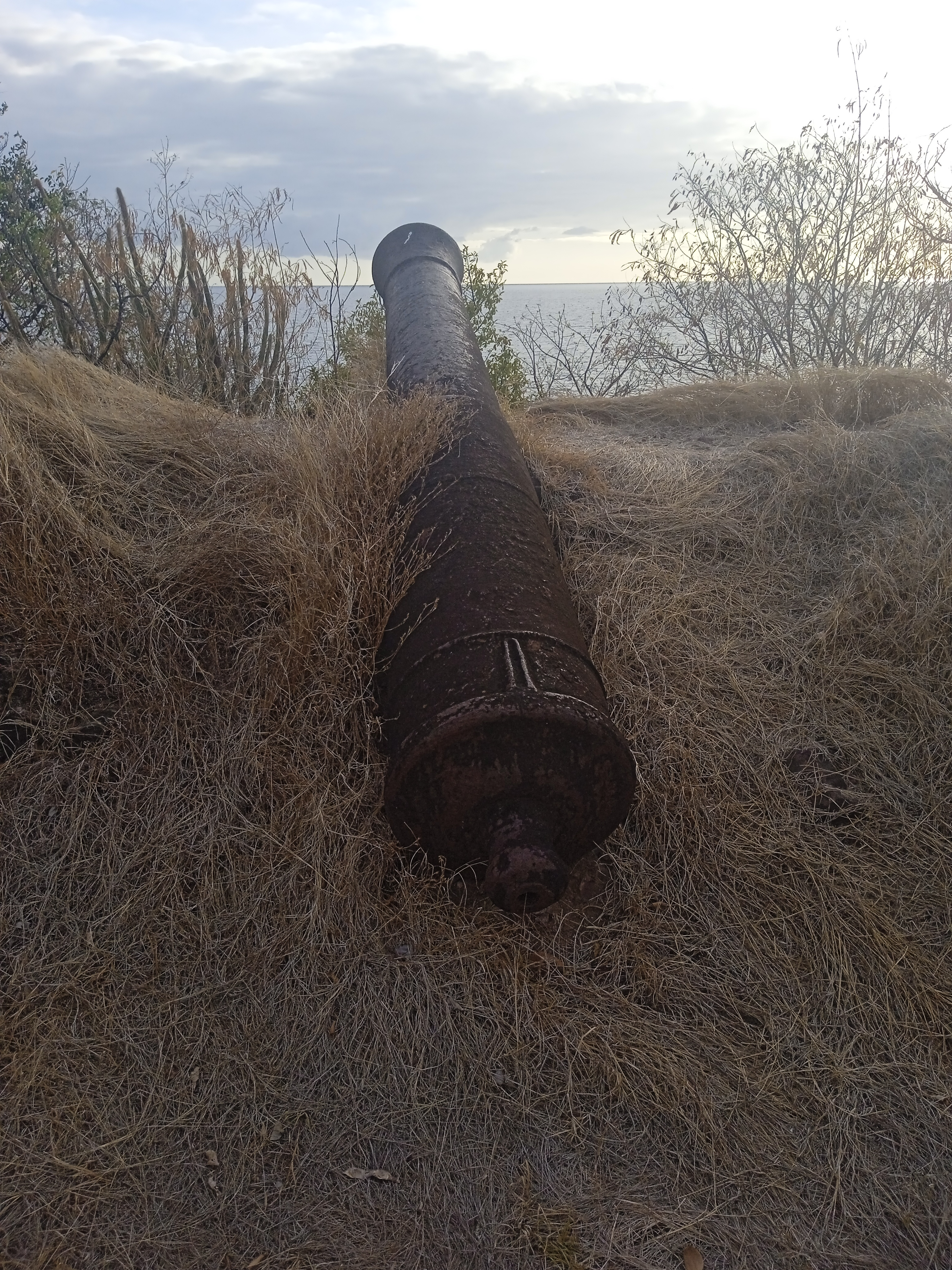
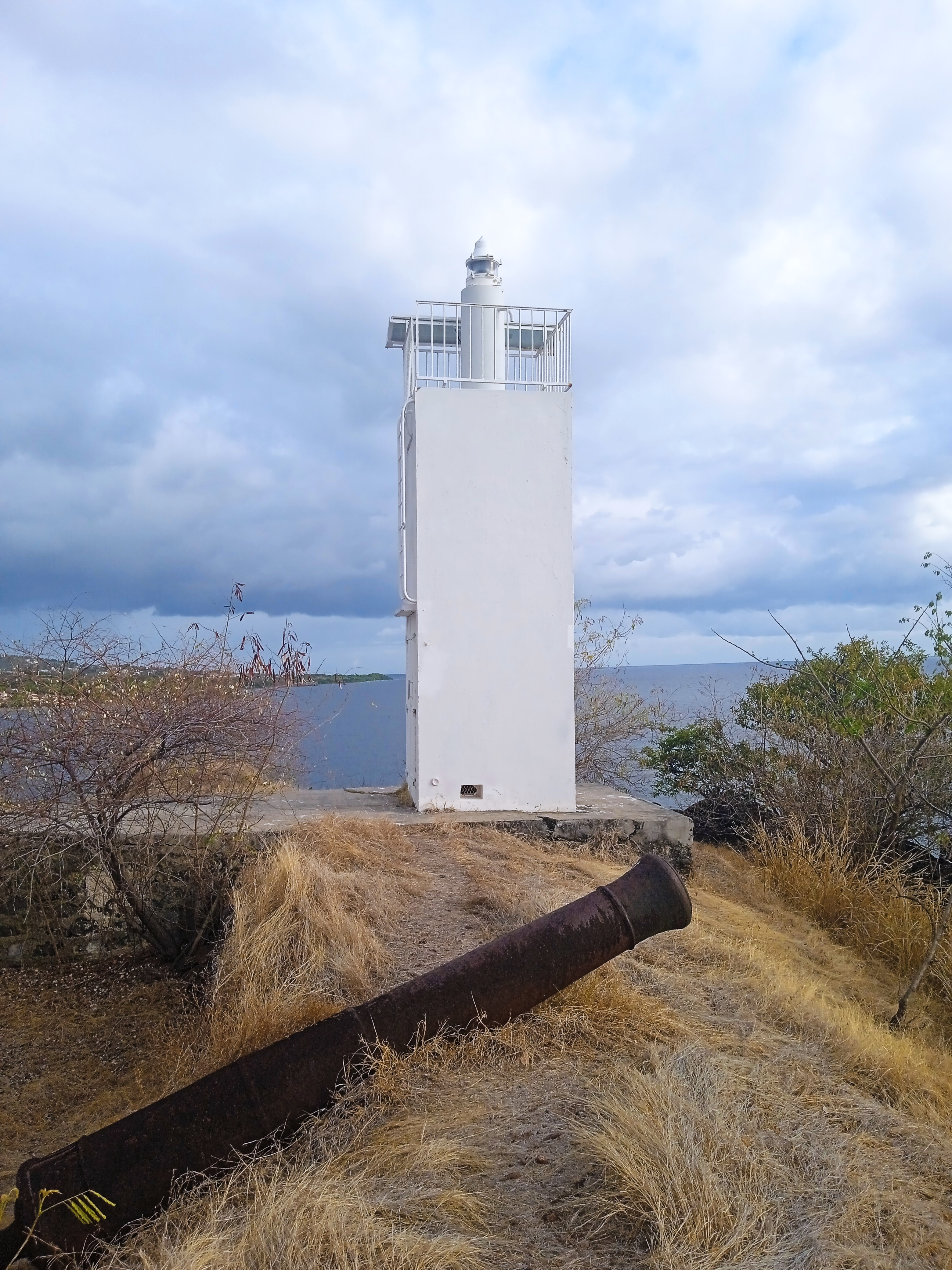
Second phare sur la pointe de l'Anse.